# Ilumináti

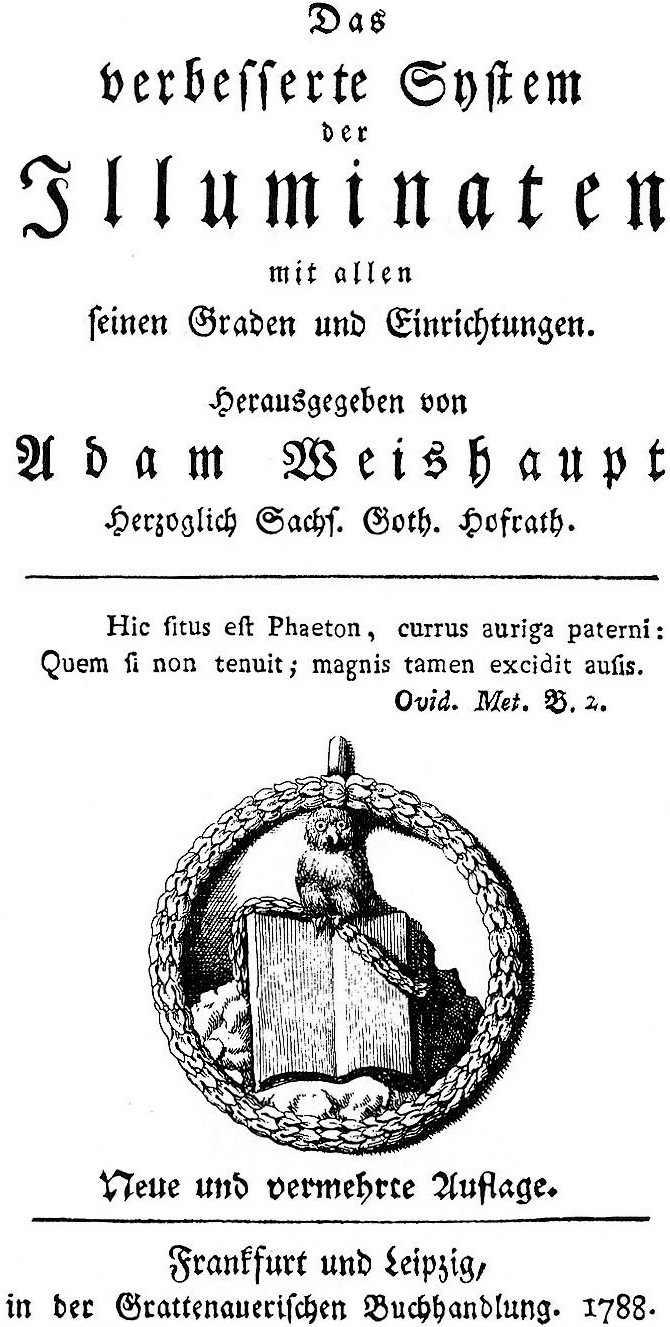
Symbol iluminátů. Poprvé byl symbol použit Bavorskými Ilumináty v jejich titulu „Minerva“ v roce 1776.

Ilumináti nebo iluminismus, iluminátství (někdy se používá pravopis s -ll- či český překlad osvícení, z latinského illuminatio – osvícení) je označení pro mnoho skupin, současných i historických, skutečných i fiktivních. Historicky to byli  bavorští Ilumináti, členové osvícené tajné společnosti, později tím začali být označováni příslušníci novodobé konspirační skupiny. 

## Původ
Slovo „Ilumináti“ pochází z latinského slova ’osvícení’. Postupem času si toto pojmenování přivlastnilo více historických skupin, které spolu neměly příliš společného. Často se tak stávalo proto, že skupiny vlastnily gnostické texty nebo jiné tajné informace, které nebyly běžně přístupné.
Pojem ilumináti byl používán od 14. století Bratry Svobodného ducha. V 15. století byl název přejat dalšími nadšenci, kteří tvrdili, že prozření nepřichází prostřednictvím komunikace s autoritativním nebo tajným zdrojem, ale prostřednictvím člověka samotného jako výsledek povzneseného vědomí, „osvícení“.

### Rosekruciáni
Rosekruciáni tvrdí, že vznikli roku 1407[zdroj?], ale do širšího povědomí vešli až roku 1614, kdy vydali svůj hlavní spis Fama Fraternitatis. Jakožto tajná společnost prohlašovali, že disponovali nejen esoterickými principy náboženství, ale také alchymistickými mystérii. Jejich postavení je popsáno ve třech anonymních pojednáních z roku 1614 (zmínka v: Richard and Giraud, Dictionnaire universel des sciences ecclésiastiques, Paris 1825), stejně tak v Confessio Fraternitatis z roku 1615. Rosekruciáni také poukazují na své dědictví po Templářích.

### Martinisté
Později začali titul Ilumináti používat francouzští Martinisté, kteří byli založeni roku 1754 Martinezem Pasqualisem, a jejich imitátoři, ruští Martinisté, vedení kolem roku 1790 profesorem Schwartzem z Moskvy. Oba muži byli okultními kabalisty a alegoristy, kteří vstřebávali vybrané myšlenky Jakoba Boehmeho a Emanuela Swedenborga.

### Historie

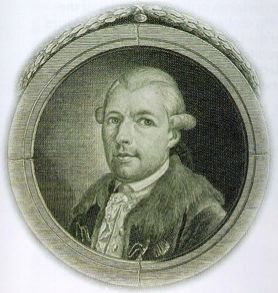
Adam Weishaupt

Hnutí volnomyšlenkářů, kteří byli nejradikálnější odnoží osvícenců a jejichž stoupenci byli označováni jako Ilumináti (přestože sami sebe nazývali ’Hodnými dokonalosti’), bylo založeno 1. května 1776 na universitě v Ingolstadtu. Symbolem spolku se stala sova římské bohyně moudrosti Minervy. Adam Weishaupt byl filozofem a církevním advokátem. Měl být protipólem vůči dominanci tamních jezuitů a intelektuální alternativou k zednářským a rosekruciánským lóžím. Skupina byla též nazývána Řádem Iluminátů a bavorskými Ilumináty. Roku 1777 se stal vládcem Bavorska Karel II. Teodor. Byl stoupencem osvícenského absolutismu a v roce 1784 jeho vláda zakázala všechny tajné společnosti včetně Iluminátů a Svobodných zednářů. Adam Weishaupt své aktivity stáhl do ilegality.
Struktura Iluminátů se brzy rozpadla, ale za své existence patřilo mezi jejich členy mnoho vlivných intelektuálů a pokrokových politiků. Členové byli pravděpodobně získáváni především z řad Zednářů a bývalých Zednářů, přesto není známo, že by toto bylo Svobodnými zednáři podporováno. Skutečností zůstává, že členství mezi Ilumináty nevyžadovalo na rozdíl od členství mezi Svobodnými zednáři víru v Nejvyšší Bytost. Výsledkem bylo nepřiměřené hromadění ateistů a agnostiků. Jejich převažující zastoupení vedle široce humanistického a anti-církevního vyznání Iluminátů koresponduje s mnohými obviněními proti ateismu vznesenými ohledně údajného světového spiknutí, jehož by Ilumináti podle konspiracionistických domněnek měli být stále součástí[zdroj?].
Členové řádu Iluminátů přísahali poslušnost svým představeným a byli rozděleni do tří úrovní: první, známá jako Nursery zahrnovala vzestupné hodnosti Preparation, Novice, Minerval a Illuminatus Minor; druhá, známá jako Masonry (zednářství) se skládala z vzestupných hodností Illuminatus Maior, Illuminatus Dirigens (také někdy označován jako Scotch Knight); třetí, obsahující Mystéria, byla dále rozdělena na Nižší Mystéria (Presbyter a Regent) a Vyšší Mystéria (Magus a Rex). Kontakt se Zednářskými lóžemi byl navázán roku 1780 v Mnichově a Frisinkách (Freising) postupně Alexanderem Gibsonem a Josephem Vincentem.
Řád měl své odnože ve většině evropských zemí; podle zpráv se během 10 let rozrostl o 2000 členů. Tento projekt přitahoval spisovatele jako Goethe a Herder, či dokonce vládnoucí vévody kraje Gotha a Výmaru. Vnitřní roztržka předcházela pádu, který byl způsoben ediktem bavorské vlády z roku 1785.

### Kulturní dopad
V obecné historii je na bavorské Ilumináty vržen stín kvůli spisům jejich protivníků. Obvinění ze spiknutí se nedotýkala image pouze Svobodných zednářů, ale také iluminátů. Roku 1797 vydal abbé Augustin Barruel Paměti ukazující dějiny jakobínství. V tomto spisu vysvětluje velice jasnou konspirační teorii zahrnující Templáře, Rosekruciány, jakobíny a Ilumináty. Všem těmto dával za vinu katastrofy své doby, jakou byla například Velká francouzská revoluce. Skotský Svobodný zednář a profesor přírodních věd John Robison začal roku 1798 vydávat Důkazy spiknutí proti všem náboženstvím a vládám v Evropě (Proofs of a Conspiracy Against all the Religions and Governments of Europe). Robison tvrdil, že prezentuje důkazy o konspiraci Iluminátů, kteří usilují o nahrazení všech světových náboženství humanismem a nastolení jedné světové vlády.
V době, kdy byli Ilumináti v Bavorsku postaveni mimo zákon, zakázala katolická církev svým členům pod trestem exkomunikace vstupování do Zednářských lóží. Tento edikt byl všeobecný, protože církev věřila, že mnoho lóží bylo Ilumináty infiltrováno, ale nebyla schopna zjistit které přesně. Kardinál Ratzinger (později papež Benedikt XVI.) prohlil v dokumentu při Svaté kongregaci pro nauku víry z 26. listopadu 1983, že „negativní postoj církve vůči zednářským spolkům nadále trvá, protože jejich principy byly vždy považovány za neslučitelné s naukou církve, proto členství v nich zůstává zakázáno. Věřící, který se hlásí k zednářskému spolku, se dopouští smrtelného hříchu a nedostane se mu svatého přijímání.“